# 和园

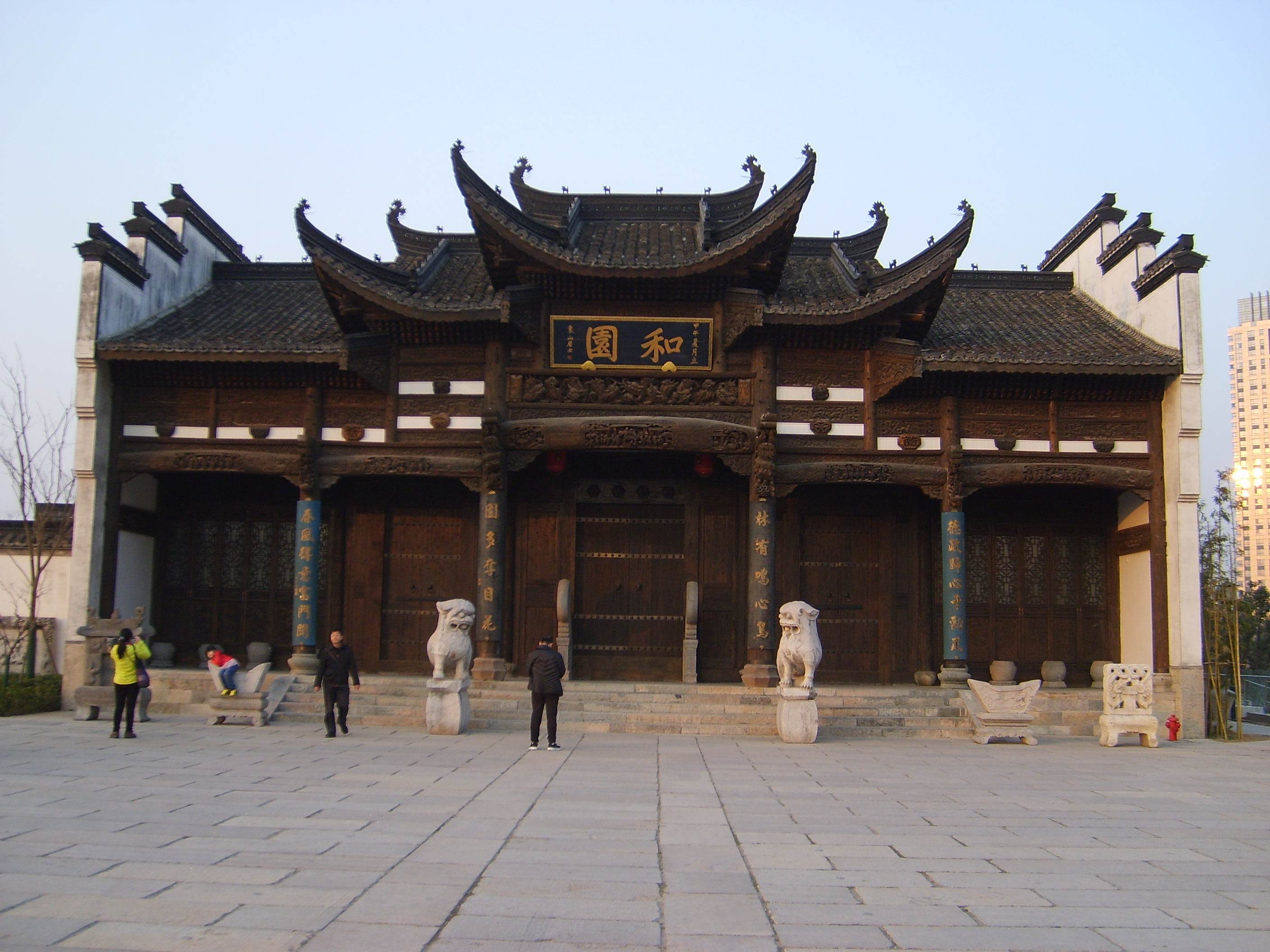
南京市建邺区和园

和园位于南京河西建邺区的南京国际青年文化公园。由江西迁至南京复建而成，为徽派建筑。该园始建于清嘉庆年间，是明崇祯年间大学士何如宠的后人为了纪念他而修建的宅子。和园历史悠久，至今已有200多年历史。青奥会后，和园将向市民免费开放。

## 图片

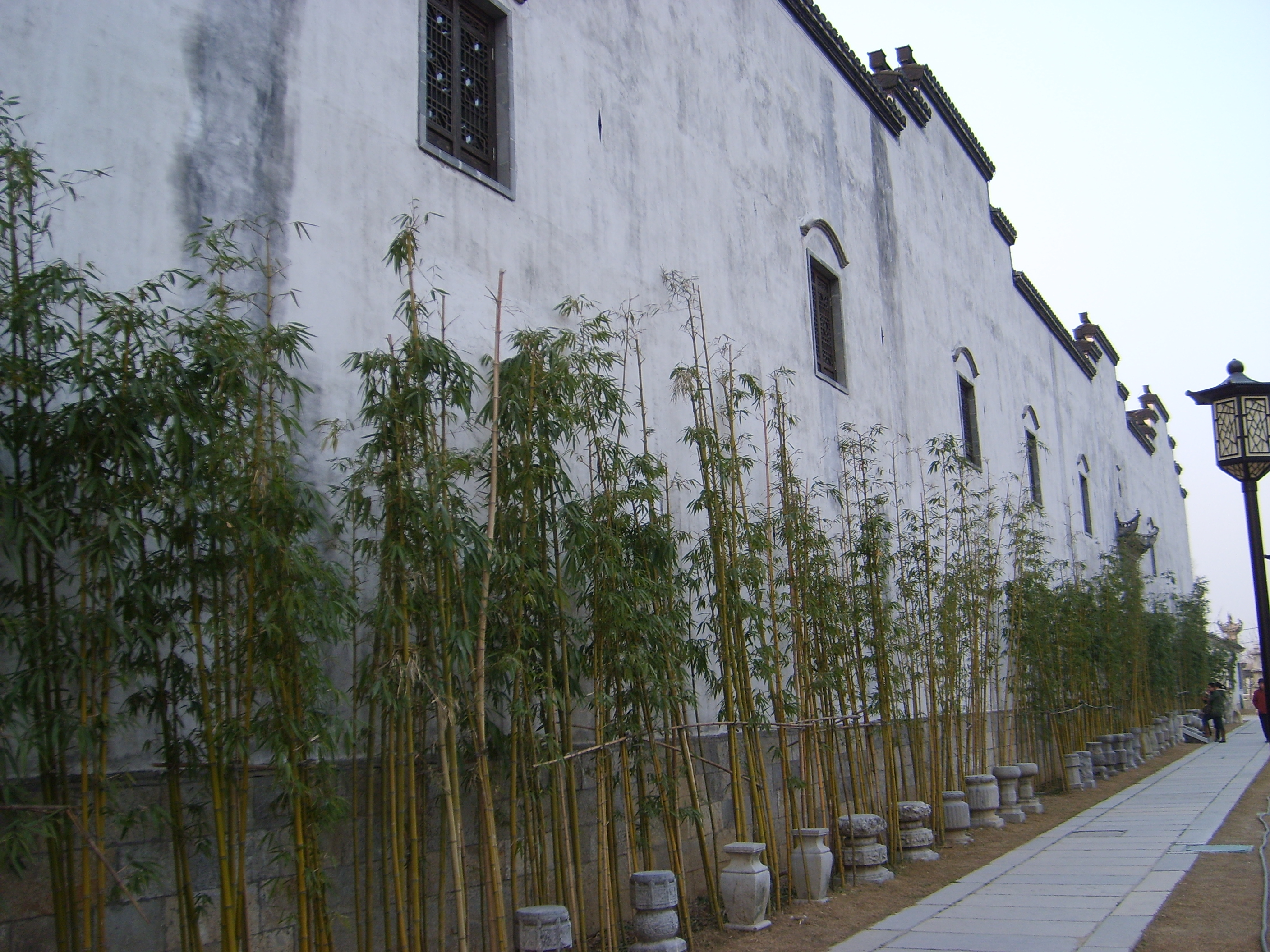
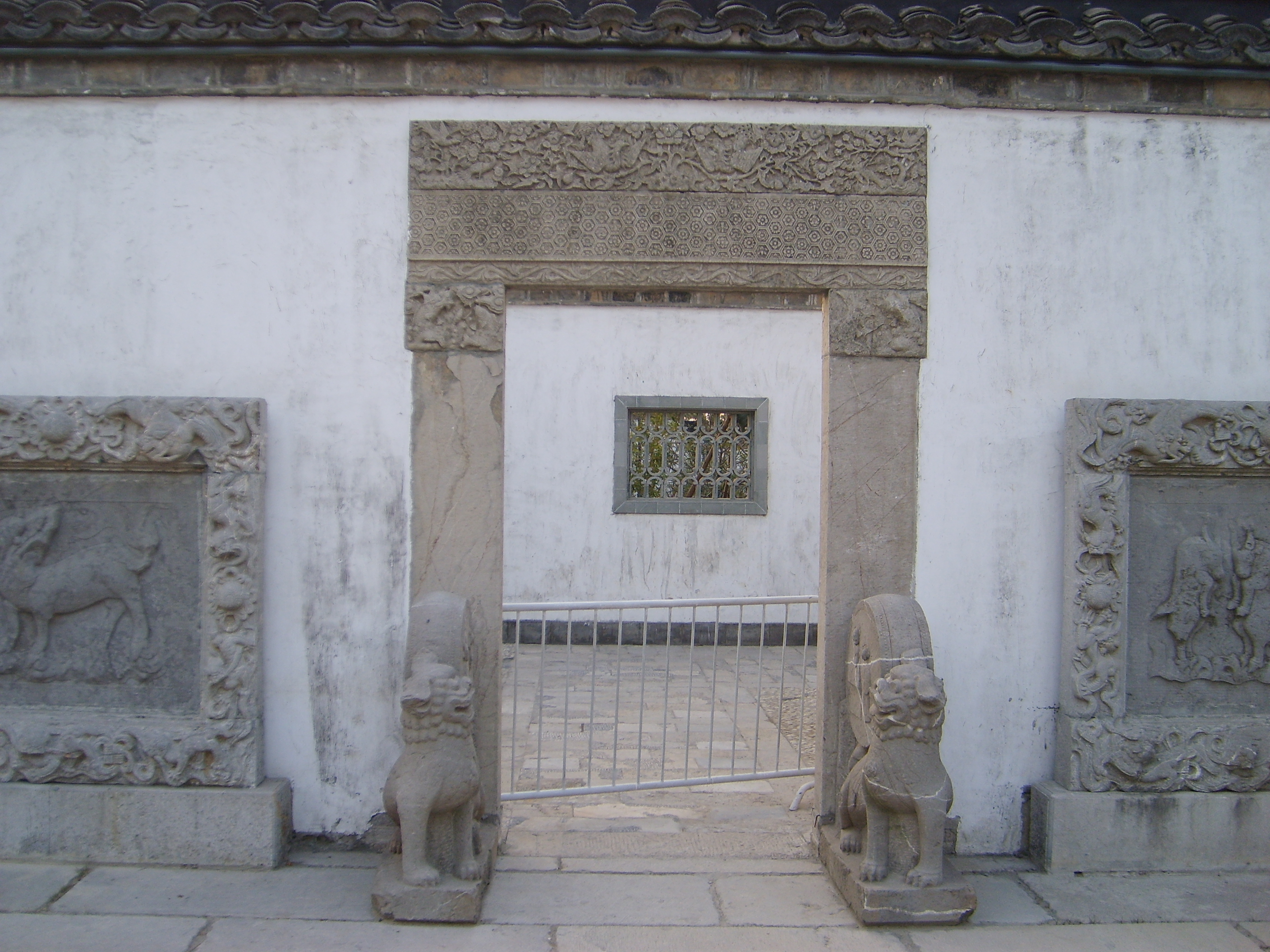
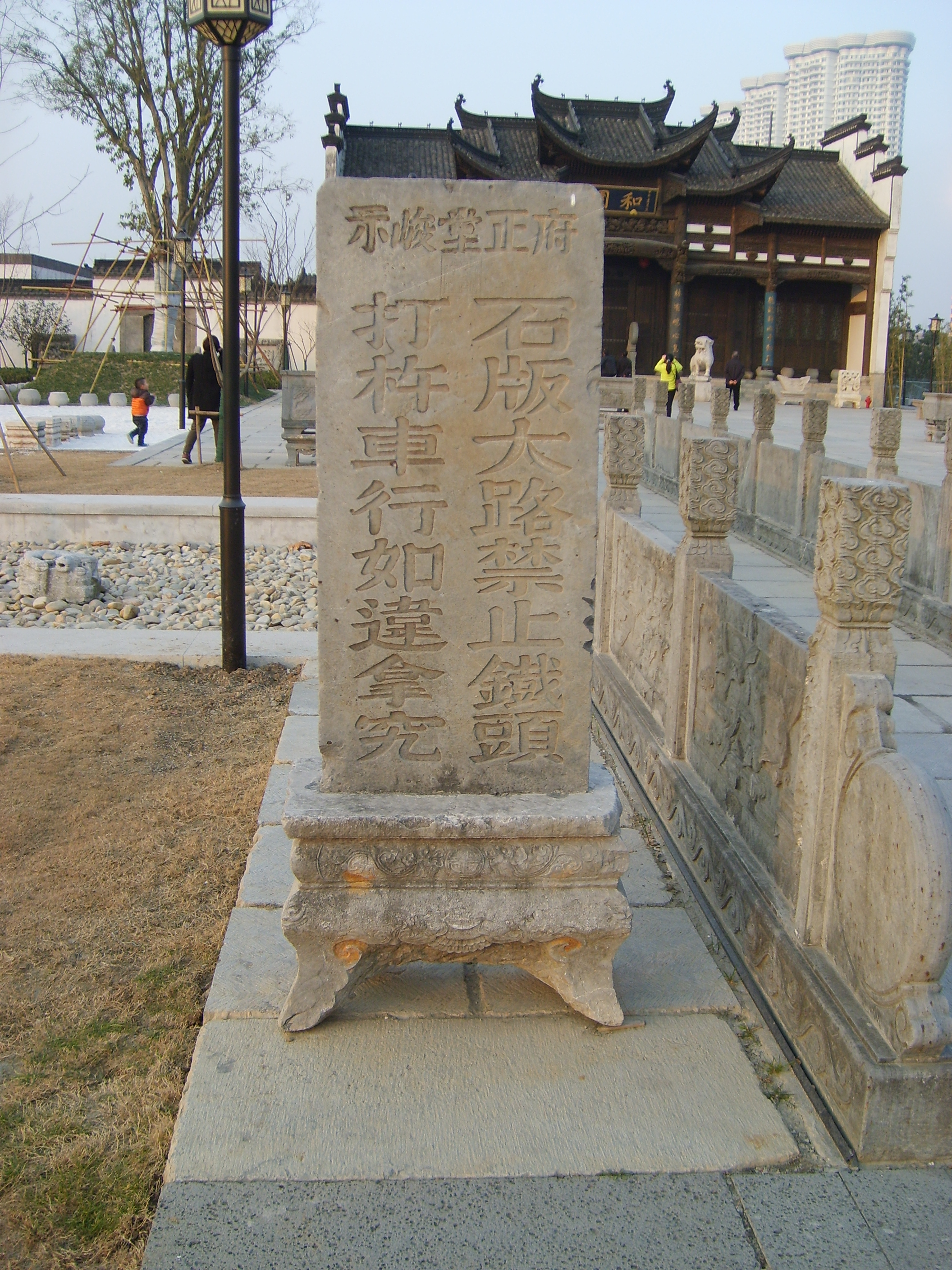
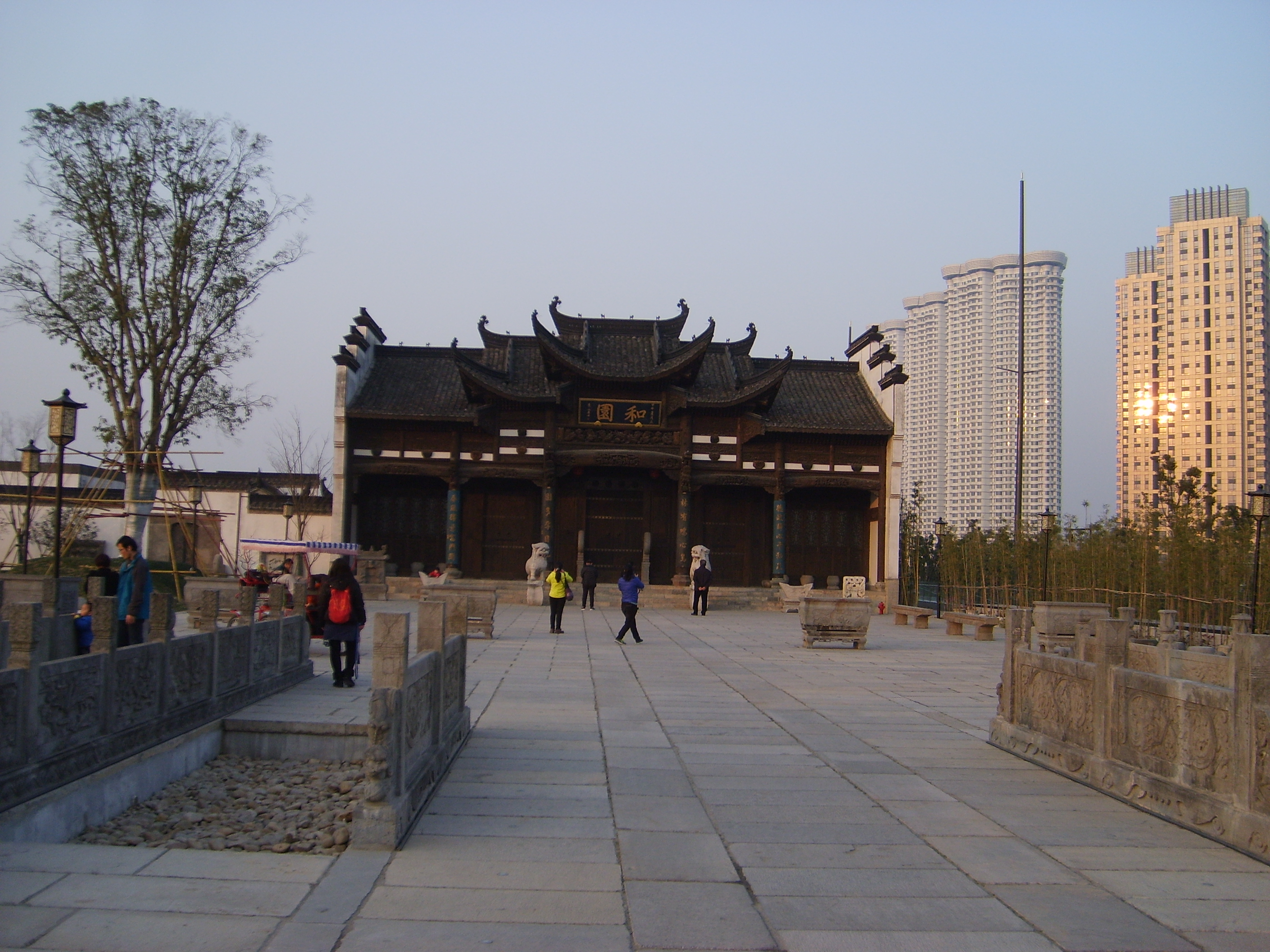
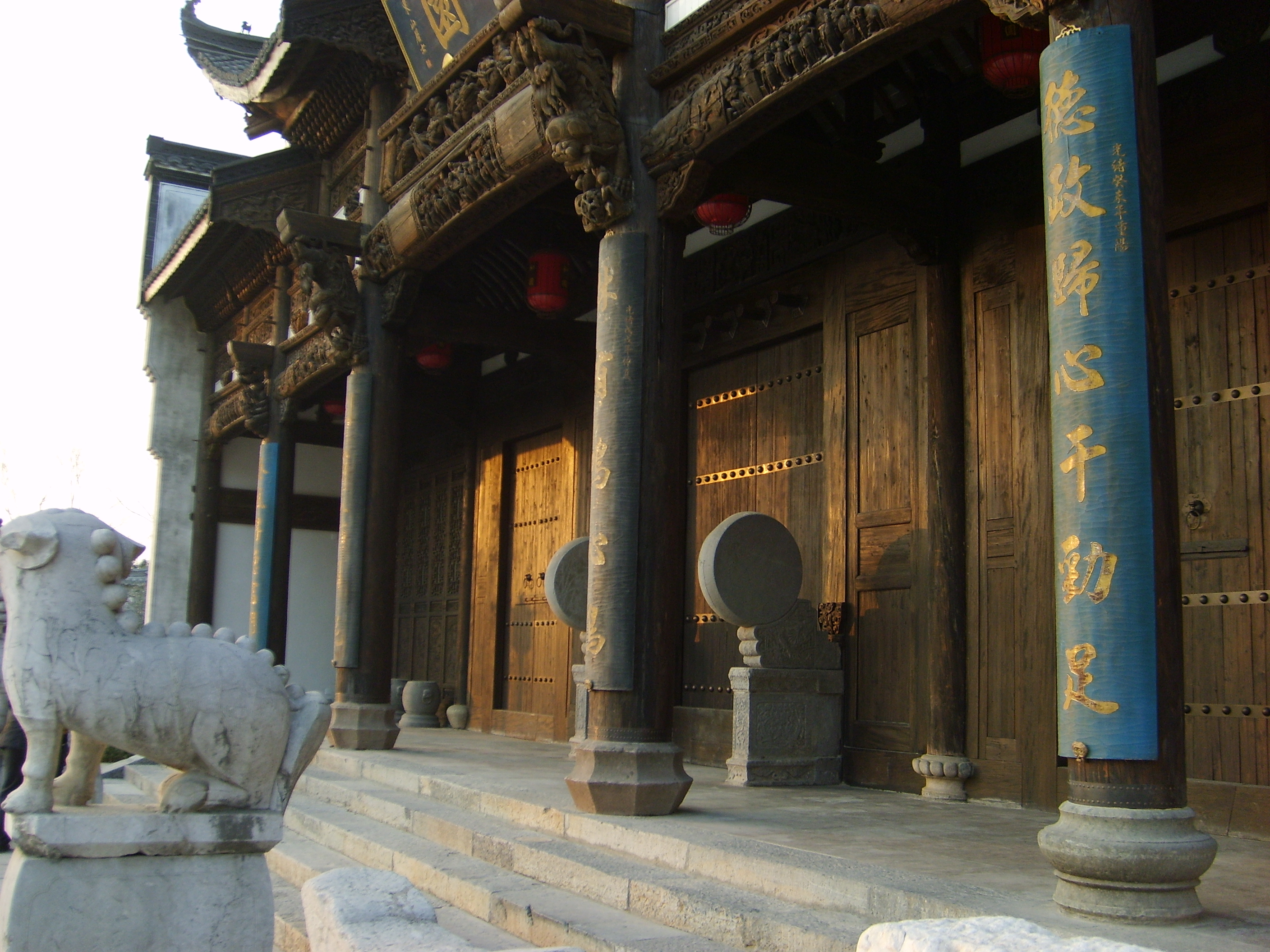
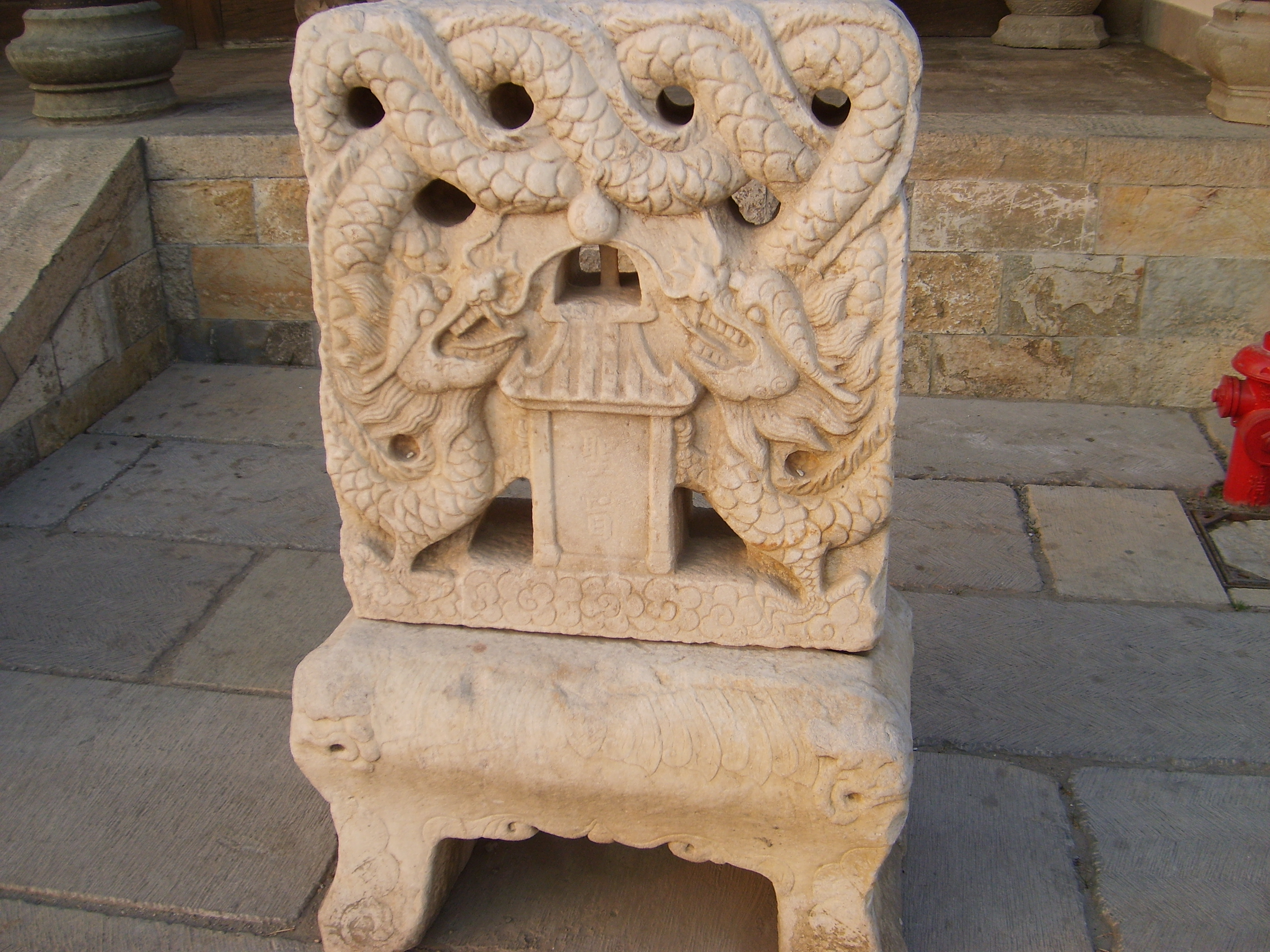
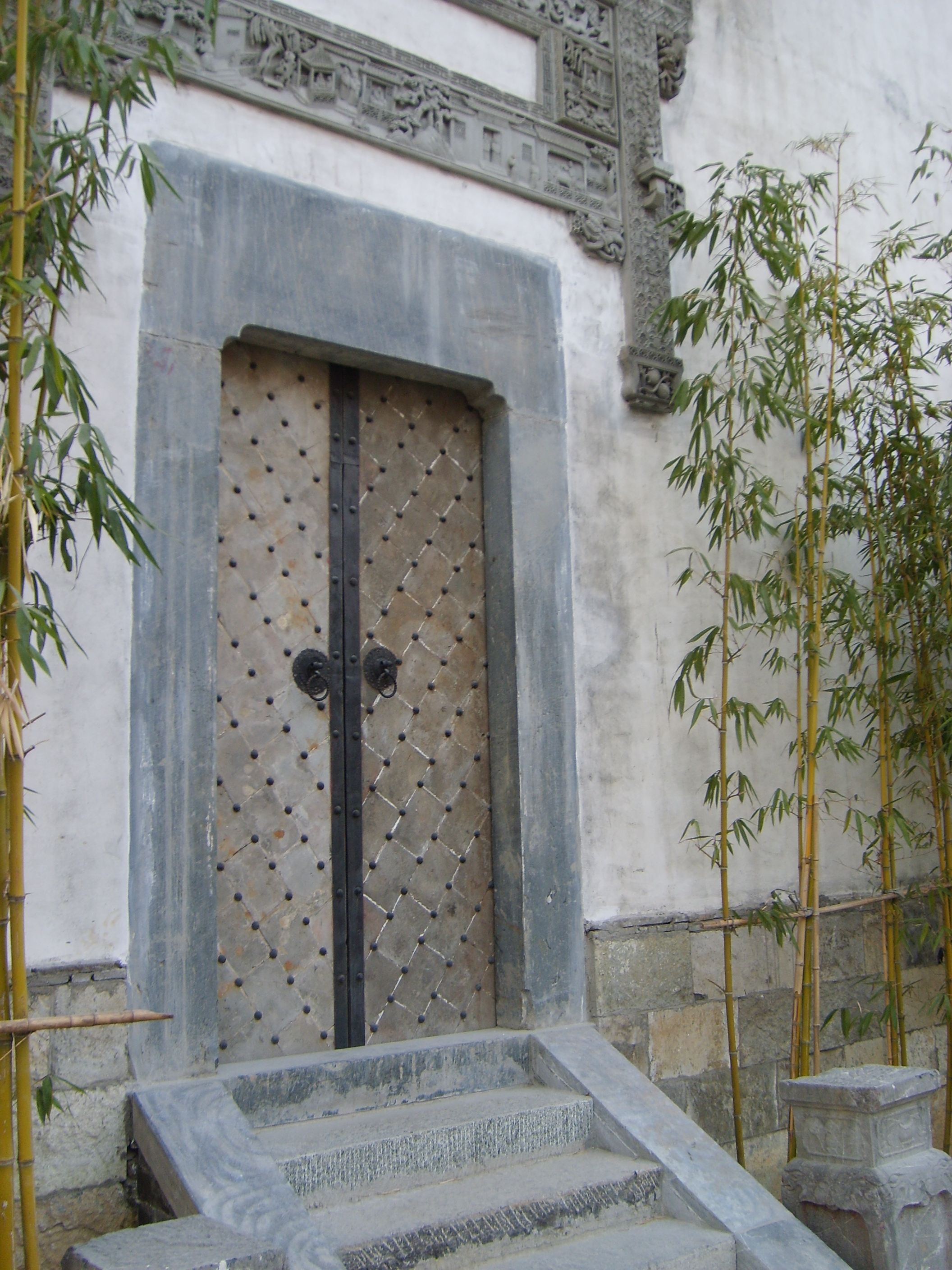
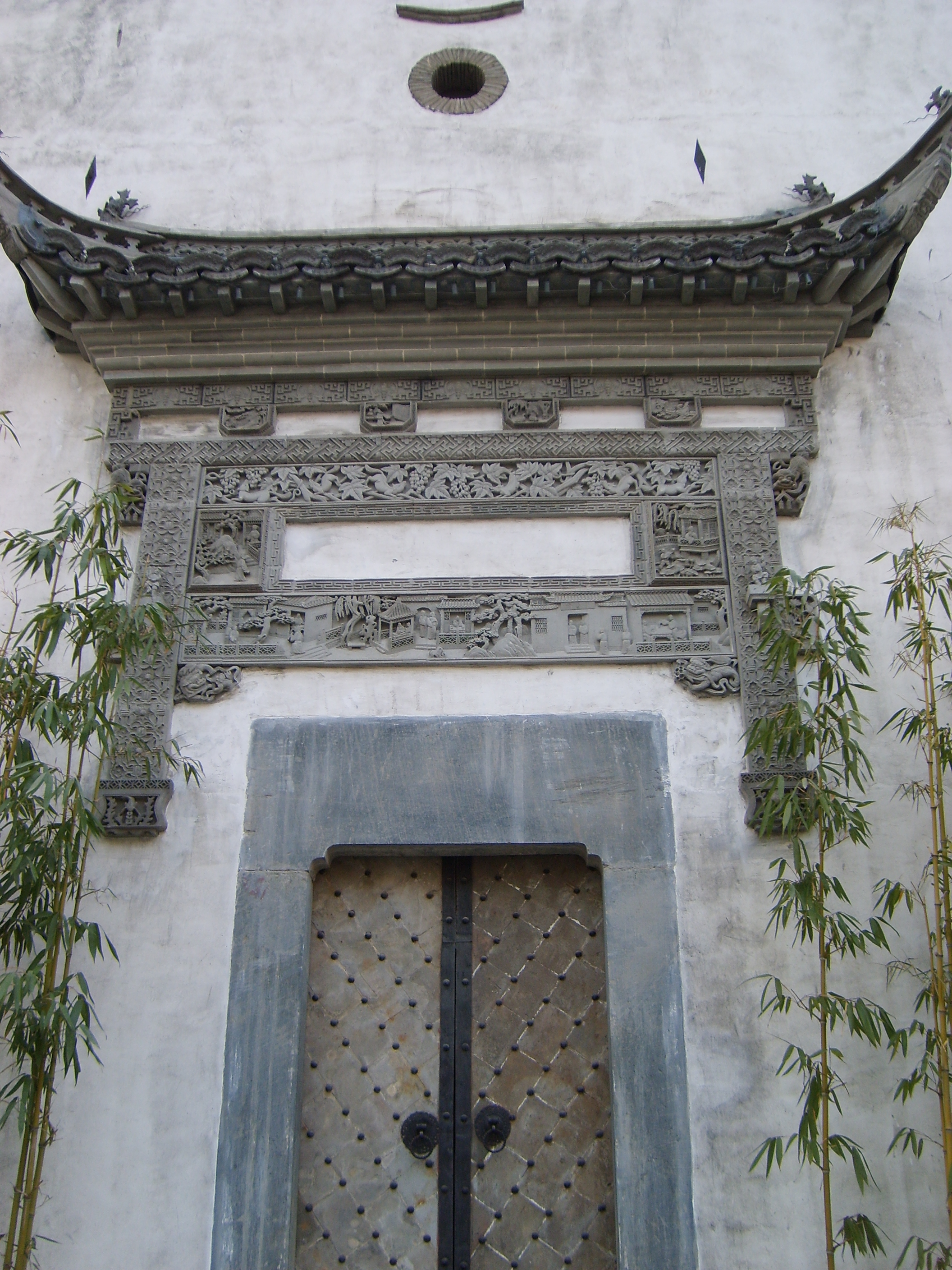